# Hitchcock (film)
Hitchcock är en amerikansk biografisk dramafilm från 2012 i regi av Sacha Gervasi. Filmen handlar om tillkomsten av Alfred Hitchcocks skräckklassiker Psycho från 1960. Hitchcock spelas av Anthony Hopkins. Filmen Oscarnominerades för bästa smink. 

## Rollista i urval
- Anthony Hopkins – Alfred Hitchcock
- Helen Mirren – Alma Reville, hans hustru
- Scarlett Johansson – Janet Leigh
- Danny Huston – Whitfield Cook
- Toni Collette – Peggy Robertson
- Michael Stuhlbarg - Lew Wasserman
- Michael Wincott – Ed Gein
- Jessica Biel – Vera Miles
- James D'Arcy – Anthony Perkins
- Richard Portnow - Barney Balaban
- Kurtwood Smith - Geoffrey Shurlock
- Ralph Macchio - Joseph Stefano
- Wallace Langham - Saul Bass
- Paul Schackman - Bernard Herrmann
- Currie Graham - PR Flack
- Richard Chassler - Martin Balsam
- Spencer Leigh - Nunzio
- Josh Yeo - John Gavin